# Bathypogon uncinatus
Bathypogon uncinatus är en tvåvingeart som beskrevs av Hull 1956. Bathypogon uncinatus ingår i släktet Bathypogon och familjen rovflugor. Inga underarter finns listade i Catalogue of Life.